# Damurhuda
Damurhuda (en bengali : দামুড়হুদা) est une upazila du Bangladesh dans le district de Chuadanga. En 1991, on y dénombrait 213 291 habitants.